# Karageorgievo
Karageorgievo (bulgariska: Карагеоргиево) är ett distrikt i Bulgarien.   Det ligger i kommunen Obsjtina Ajtos och regionen Burgas, i den östra delen av landet, 300 km öster om huvudstaden Sofia.
Trakten runt Karageorgievo består till största delen av jordbruksmark. Runt Karageorgievo är det ganska tätbefolkat, med 144 invånare per kvadratkilometer.